# Histura berylla
Histura berylla es una especie de polilla de la familia Tortricidae. Se encuentra en Veracruz, México.

## Descripción
La envergadura es de 10–15 mm. El color de fondo de las alas anteriores es verdoso, con partes verdes difusas. Las marcas también son verdes. Las alas traseras son de color gris pardusco pálido.

## Etimología
El nombre de la especie se refiere a la coloración de las alas anteriores.